# دختران رقصنده ما
دختران رقصنده ما (انگلیسی: Our Dancing Daughters) یک فیلم صامت به کارگردانی هری بومونت محصول سال ۱۹۲۸ است.